# DAF 750
DAF 750 var en nederländsk personbil, en vidareutveckling av DAF 600 som lanserades 1961 och producerades till 1963. Motorn hade borrats upp ifrån 590 kubikcentimeter till 749. Denna modell fanns samtidigt som den mer lyxorienterade DAF Daffodil, och var mer lik DAF 600 i finish och detaljer.